# Marc Quiñones
Marc Quiñones es un percusionista estadounidense, reconocido por haber hecho parte de las agrupaciones de rock sureño The Allman Brothers Band (1991-2014) y The Gregg Allman Band, además de haber sido músico de las agrupaciones de los salseros Willie Colón, Rubén Blades y Marc Anthony. Tiene ascendencia puertorriqueña.

## Carrera
Nacido en Bronx, Nueva York, empezó a tocar la batería y las congas a una muy temprana edad, convirtiéndose en músico profesional a los nueve años. En su juventud tocó los timbales con estrellas latinas como Tito Puente y fue uno de los fundadores de la agrupación Los Rumberitos. A los 17 años se unió a la agrupación del cantante de salsa Rafael de Jesús.
Quiñones pasó cinco años en la agrupación del reconocido cantante Willie Colón, tocando la percusión. Luego tocó dos años con la banda de Rubén Blades y participó del proyecto Rei Momo del músico David Byrne. En 1989 se unió a la banda de jazz fusion Spyro Gyra, donde tocó por dos años.
Después de conocer al baterista Butch Trucks en 1991, fue elegido como percusionista de la legendaria banda de rock sureño The Allman Brothers Band. Allí tocó la percusión junto a Trucks y a Jai Johanny Johanson. Cuando The Allman Brothers Band cesó actividades, Quiñones tocó como músico de cesión en algunos álbumes de salsa (de los que se destaca su colaboración en el álbum Libre de Marc Anthony en el 2001) y participó en la creación de música para programas de televisión y comerciales.